# Lorenzo Lazzari
Lorenzo Lazzari (ur. 6 czerwca 2003 w San Marino) – sanmaryński piłkarz występujący na pozycji pomocnika w klubie Victor San Marino oraz w reprezentacji San Marino.

## Kariera

### Klub
Pierwsze kroki stawiał w San Marino Calcio. Od 2022 roku gra w klubie Victor San Marino.

### Reprezentacja
Zadebiutował w reprezentacji 17 listopada 2022 roku w meczu towarzyskim przeciwko Saint Lucia, wchodząc na boisko w 57. minucie i strzelając gola na 1:1 pod koniec meczu. Jest trzecim zawodnikiem San Marino, który strzelił gola w debiucie w reprezentacji.

## Statystyki

### Występy i bramki w klubach
| Sezon     | Drużyna           | Występy | Bramki |
| --------- | ----------------- | ------- | ------ |
| 2022–2023 | Victor San Marino | 12      | 1      |

### Historia występów i bramek w reprezentacji
| Data       | Stadion                         | Przeciwnik        | Wynik | Turniej              | Bramki |
| ---------- | ------------------------------- | ----------------- | ----- | -------------------- | ------ |
| 17.11.2022 | Beausejour Stadium              | Saint Lucia       | 1:1   | Mecz towarzyski      | 1      |
| 20.11.2022 | Beausejour Stadium              | Saint Lucia       | 0:1   | Mecz towarzyski      | 0      |
| 23.03.2023 | San Marino Stadium              | Irlandia Północna | 0:2   | Eliminacje Euro 2024 | 0      |
| 26.03.2023 | Stadion Stožice                 | Słowenia          | 0:2   | Eliminacje Euro 2024 | 0      |
| 16.06.2023 | Stadio Ennio Tardini            | Kazachstan        | 0:3   | Eliminacje Euro 2024 | 0      |
| 19.06.2023 | Stadion Olimpijski w Helsinkach | Finlandia         | 0:6   | Eliminacje Euro 2024 | 0      |
| 07.09.2023 | Parken                          | Dania             | 0:4   | Eliminacje Euro 2024 | 0      |
| 10.09.2023 | San Marino Stadium              | Słowenia          | 0:4   | Eliminacje Euro 2024 | 0      |
| 14.10.2023 | Windsor Park                    | Irlandia Północna | 0:3   | Eliminacje Euro 2024 | 0      |
| 17.10.2023 | San Marino Stadium              | Dania             | 1:2   | Eliminacje Euro 2024 | 0      |